# Labanda albosuffusa
Labanda albosuffusa är en fjärilsart som beskrevs av Embrik Strand 1917. Labanda albosuffusa ingår i släktet Labanda och familjen trågspinnare. Inga underarter finns listade i Catalogue of Life.